# Pietro Tacca
Pietro Tacca (Carrara, 16 september 1577 – Florence, 26 oktober 1640) was een Florentijns beeldhouwer.

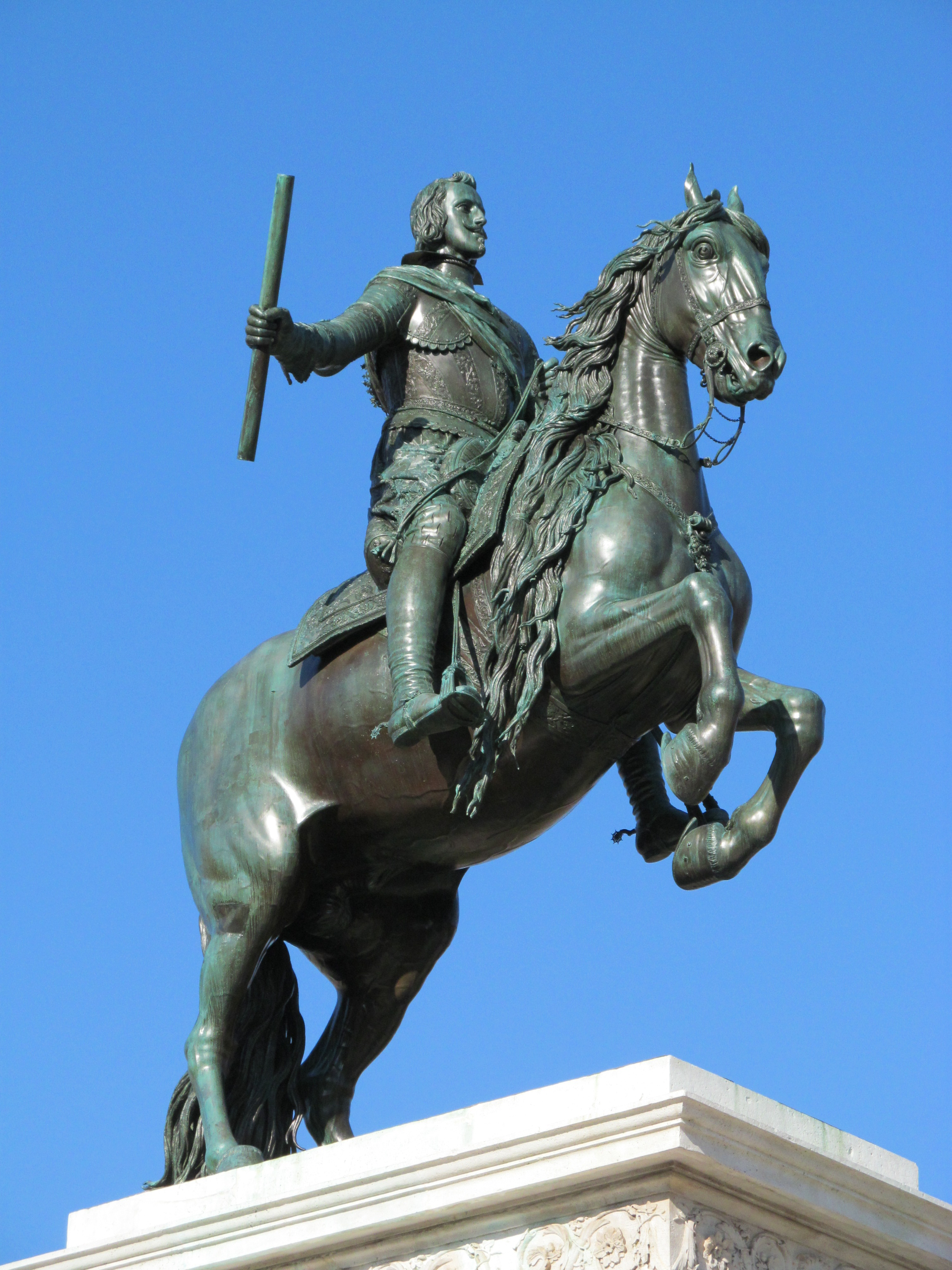
Ruiterstandbeeld van Philips IV van Spanje op de Plaza de Oriente, Madrid.

Tacca was een volgeling en de voornaamste leerling van Giambologna in wiens atelier hij als leerling werd aangenomen in 1592. Tijdens zijn beginperiode werkte hij nog in de maniëristische stijl, maar tijdens zijn volwassen leven als beeldhouwer maakte hij werken in een ingetogen variant van de barok. Hij nam de werkplaats van zijn meester over na diens dood in 1608, en voltooide een aantal van diens werken. Ook volgde hij hem op als hofbeeldhouwer bij de groothertogen van Toscane, de familie Medici. Zoals zijn meester profiteerde ook Tacca volop van de mode bij de rijken om hun huizen te versieren met kleine bronzen kopieën van beroemde beeldhouwwerken. Zo bezat Lodewijk XIV kleine bronzen beelden van Giambologna die tegenwoordig worden toegeschreven aan Tacca. 
Het eerste werk van Tacca als hoofd van de werkplaats was het voltooien van de grote opdrachten die zijn meester onvoltooid had gelaten, waaronder het grote ruiterstandbeeld van Ferdinand de Medici op de Florentijnse Piazza della SS. Annunziata, een project waarbij hij al vanaf het begin betrokken was geweest.
Onder Tacca’s publieke werken voor de familie Medici zijn een aantal van zijn meesterwerken, zoals de vier slaven aan de voet van het ruiterstandbeeld van Ferdinand de Medici op de Piazza della Darsena in Livorno. Van dit werk werden nog in de 18e eeuw bronzen kopieën verkocht. Twee bronzen fonteinen die nog zeer maniëristisch aandoen staan tegenwoordig op de Florentijnse Piazza della SS. Annunziata, maar waren oorspronkelijk eveneens voor Livorno bestemd. Voor Giambologna’s ruiterstandbeeld van Cosimo I de' Medici op het Piazza della Signoria maakte Tacca de bas-reliëfs op het voetstuk.
Geïnspireerd en uitgedaagd door een hellenistische beer in de verzamelingen van de Medici’s maakte hij de Porcellino van de Mercato Nuovo, een levensecht wild zwijn van brons. 
Tacca werkte ook voor het buitenland. Er zijn van hem ruiterstandbeelden bekend in Frankrijk en Spanje, waarvan alleen die van Philips III van Spanje en Philips IV van Spanje in Madrid bewaard zijn gebleven. Vooral dit laatste is een technisch hoogstandje. Het was tevens zijn laatste publieke werk.